# Spettacolare (Legno e Donatella Rettore)
Spettacolare è un singolo del gruppo musicale italiano Legno e della cantante italiana Donatella Rettore, pubblicato il 14 luglio 2023.

## Descrizione
Il brano, scritto dalla stessa cantante con Alberto Cazzola e Legno Felice, è prodotto da Davide Gobello e Diego Calvetti.

## Video musicale
Il video musicale, diretto da Marco Cantone, è stato pubblicato in concomitanza all'uscita del brano attraverso il canale YouTube della Apollo Records.

## Tracce
Testi e musiche di Alberto Cazzola, Donatella Rettore e Legno Felice.
1. Spettacolare – 2:46